# Kinderland ist abgebrannt
Kinderland ist abgebrannt ist ein Dokumentarfilm von Sibylle Tiedemann und Ute Badura aus dem Jahr 1998.

## Handlung
Kinderland ist abgebrannt ist ein 1998 entstandener Dokumentarfilm, in dem sich zwölf – heute zum Teil in den USA und Israel lebende – Frauen an ihre gemeinsame Schulzeit in den dreißiger Jahren in Ulm erinnern. Die teilweise jüdischen, teilweise christlichen Mädchen schildern einerseits die Faszination, die die Hitlerjugend auf sie ausgeübt hat; andererseits die Spaltung der Klassengemeinschaft zwischen christlichen und bürgerlichen Schülerinnen im Gegensatz zu jüdischen und aus sozialdemokratischem Milieu stammenden Mädchen.

## Kritiken
Die Deutsche Film- und Medienbewertung (FBW) begründet ihr Prädikat „Besonders wertvoll“ so: „Ein von gut gemeinten, aber schlecht gemachten Filmen überstrapaziertes großes und wichtiges Thema erhält hier Gesichter, Geschichten, Schicksale, Ort und Zeit – kurz Glaubwürdigkeit.“
Das Lexikon des internationalen Films schreibt: „Die chronologisch von der Machtergreifung bis zur Kapitulation geordnete Kompilation aus Interviews, Archivaufnahmen und Privatdokumenten enthält sich jeden Kommentars, eröffnet damit aber gerade eine Fülle von Bezugnahmen und Interpretationen. Die banale Alltäglichkeit der ideologischen Muster wird dabei ebenso sichtbar wie der Rückbezug abstrakter historischer Fakten auf das Handeln und Versagen konkreter Menschen.“
In der Fernsehzeitschrift Prisma ist zu lesen, es sei ein „Film, der den Alltag des Faschismus – klein, schäbig, oft banal – plastisch erfahrbar macht. Die Unterschiedlichkeit des Erlebten und wie darüber berichtet wird, spricht für sich selbst, heißt es.“
Cristina Nord schrieb in der taz: „Etwa die Hälfte teilt die Erfahrung von Verfolgung, Emigration und Neuanfang; die übrigen durchlebten, was im Nationalsozialismus eine gewöhnliche Jugend war: Mitgliedschaft im BDM, Landausflüge, Ferienlager, später Arbeitseinsätze und blinde Begeisterung für die Siege der Deutschen. Noch heute ist von Distanz zur eigenen kleinen Verstrickung wenig zu spüren. (…) So kommt ein ruhiger Film zustande, mit einem genauen Blick auf den Alltag im Nationalsozialismus und darauf, wie dieser Alltag heute erinnert wird.“